# Fasandræberne (film)
Fasandræberne er en dansk thriller fra 2014. Det er efterfølgeren til Kvinden i buret  (2013), der solgte over 700.000 biografbilletter. Den er ligeledes baseret på Jussi Adler-Olsens roman af samme navn.
Fasandræberne er instrueret af Mikkel Nørgaard og skrevet af makkerparret Nikolaj Arcel og Rasmus Heisterberg. I rollerne ses bl.a. Nikolaj Lie Kaas, Fares Fares, Pilou Asbæk, David Dencik, Danica Curcic, Johanne Louise Schmidt og Søren Pilmark.
Fasandræberne har et budget på 39 mio. kroner og er produktionsstøttet af Det Danske Filminstitut / Markedsordningen med 7,150.000 kr. Filmen er en co-produktion mellem Danmark, Tyskland og Sverige. Den er produceret af Zentropa Entertainments i samarbejde med TV 2 Danmark, ZDF, TV 2 Norge i samproduktion med Film i Väst. Foruden Det Danske Filminstitut er filmen støttet af bl.a. Eurimages, Filmförderung Hamburg Schleswig-Holstein, Deutscher Filmförderfonds og MEDIA.

## Handling
I 1994 findes et tvillingepar brutalt myrdet i et sommerhus. Politiets efterforskning peger i retning af en gruppe rigmandsbørn fra en nærliggende kostskole, men sagen lukkes, da en lokal outsider erklærer sig skyldig og dømmes for mordene. 20 år senere ender sagen på vicekriminalkommissær Carl Mørcks skrivebord, og han indser hurtigt, at noget er galt. Carl og hans assistent Assad genoptager sagen og finder frem til et gammelt nødopkald fra en desperat pige, der tilsyneladende kender til mordene.
Snart bliver de to kastet ud i en intens søgen efter pigen, Kimmie, der har været forsvundet siden mordene. Men Carl og Assad er ikke de eneste, der jagter Kimmie, da hendes viden er til stor fare for en gruppe indflydelsesrige mænd i toppen af samfundet, og de vil gøre alt, hvad de kan for at forhindre fortiden i at indhente dem.

## Medvirkende
- Nikolaj Lie Kaas som Carl Mørck
- Fares Fares som Assad
- Pilou Asbæk som Ditlev Pram
- Marco Ilsø som en ung Ditlev Pram
- David Dencik som Ulrik Dybbøl
- Philip Stilling som en ung Ulrik
- Danica Curcic som Kimmie
- Sarah-Sofie Boussnina som en ung Kimmie
- Søren Pilmark som Marcus Jacobsen
- Johanne Louise Schmidt som Rose
- Morten Kirkskov som Lars Bjørn
- Beate Bille som Thelma Pram
- Lars Thiesgaard som Griffenholms rektor
- Adam Ild Rohweder som en ung Bjarne

## Produktion
Fasandræberne er optaget i Nordtyskland og København. Optagelserne startede den 23. september 2013. De mange eksotiske dyr, som er med i Fasandræberne er fundet i Tyskland. Det tog flere måneder. 
Castingen af de unge skuespiller brugte instruktøren Mikkel Nørgaard lang tid på, fordi der indgår mange sexscener og voldelige scener i filmen. 

## Modtagelse
BT har givet Fasandræberne fire ud af seks mulige stjerner, og skriver at filmen har en spændende fortælling og gode skuespillere, men det er ikke den mest perfekte film. Politiken giver filmen tre ud af seks hjerter og skriver, at filmen hurtigt mister spændingen, der ikke er særlig original eller neglebidende. Politiken mener, at det mest interessante ved Fasandræberne er makkerparret Carl Mørck og Assad.
Filmen solgte over 726.000 biletter og blev årets mest sete film. Fasandræberne var ved udgangen af 2014 blandt de fem mest sete danske film siden år 2000.